# 彭家坪镇
彭家坪镇，是中华人民共和国甘肃省兰州市七里河区下辖的一个乡镇级行政单位。

## 行政区划
彭家坪镇下辖以下地区：
彭家坪社区、贾家山村、石板山村、彭家坪村、蒋家坪村、牟家坪村、西坪村、龚家湾村、土门墩村、王家堡村和任家庄村。